# Neoharriotta pinnata
Neoharriotta pinnata é uma espécie de peixe da família Rhinochimaeridae.
Pode ser encontrada nos seguintes países: Angola, República do Congo, República Democrática do Congo, Gabão, Gana, Guiné, Libéria, Mauritânia, Namíbia, Senegal, Serra Leoa e Sahara Ocidental.
Os seus habitats naturais são: mar aberto.